# Legio III Cyrenaica
La Legio III Cyrenaica («(levata in) Cirenaica») fu una legione romana, probabilmente arruolata da Marco Antonio nel 36 a.C. circa, quando era governatore della Cirenaica. Esistono testimonianze della presenza della legione in Siria sino agli inizi del V secolo. Il simbolo della legione è sconosciuto.

## Storia
La prima apparizione storica della legione avviene durante le campagne partiche di Marco Antonio del 36 a.C. Passò dopo la battaglia di Azio dalla parte del vincitore Ottaviano, ed in seguito, dopo l'occupazione romana dell'Egitto, ridotto a provincia romana dal 30 a.C., rimase nella regione almeno fino al I secolo. La III Cyrenaica rimase in Egitto e, nell'anno 35 si trovava ad Alessandria, dove condivideva l'accampamento con la XXII Deiotariana. L'obbiettivo principale di entrambe le legioni era quello di mantenere la provincia sicura e di assicurare pace ed ordine pubblico tra i diversi gruppi etnici e religiosi presenti ad Alessandria.
Nelle turbolente vicende interne all'Impero romano, la III Cyrenaica sostenne sempre candidati al trono destinati ad essere sconfitti, come Avidio Cassio, che contese il trono a Marco Aurelio nel 175.
La legione, o alcuni suoi distaccamenti, parteciparono alle seguenti campagne:
- 25 a.C. – contro l'Arabia Felix, odierno Yemen, e 23 a.C. contro la Nubia
- 63 – contro l'impero dei Parti per il controllo dell'Armenia
- 66–70 e 132/136– rappresaglie durante le guerre giudaiche
- 162–166 – contro l'impero dei Parti, sotto il comando di Lucio Vero
- 215–217 – contro l'impero dei Parti, sotto il comando di Caracalla

Dopo la ribellione di Zenobia tra il 267 ed il 272, la III Cyrenaica fu trasferita in un luogo poco chiaro. Agli inizi del V secolo la legione si trovava a Bostra (Siria).